# Brigadeiro de infantaria
Brigadeiro de infantaria é uma patente militar de uso na Força Aérea, que destina-se a promover oficiais de Infantaria de Aeronáutica ao generalato. O primeiro com tal patente na Força Aérea Brasileira (FAB) foi o, até 25 de novembro de 2007, coronel de infantaria Agostinho Shibata.